# 무주 백련사 매월당 부도
무주 백련사 매월당 부도(茂朱 白蓮寺 梅月堂 浮屠)은 대한민국 전북특별자치도 무주군, 백련사에 있는 승탑이다. 1974년 9월 27일 전라북도의 유형문화재 제43호로 지정되었다.

## 개요
부도는 승려의 무덤을 상징하여 그 유골이나 사리를 모시는 곳으로, 이 부도는 백련사 일주문 옆 부도밭에 자리하고 있다.
둥근 바닥돌 위에 종모양의 탑신(塔身)을 올려 놓은 간단한 형태를 하고 있다. 바닥돌과 탑신의 맨 윗부분은 연꽃을 둘러 조각하였고, 꼭대기에도 연꽃을 새긴 머리장식을 올렸다.
전체적으로 연꽃 장식 외에는 별다른 꾸밈이 없는 단순하고 소박한 모습이다.

## 현지 안내문
종 모양의 이 부도는 매월당 설흔 스님의 사리를 모신 것으로, 조선 정조 8년(1784년)에 설흔 스님의 조카인 임선행이 세웠다. 받침돌과 부도의 윗 부분에 불교의 상진인 연꽃을 화려하게 새겨 세련미를 준 것으로, 높이는 1.6m이다. 설흔 스님은 정조 8년(1784년) 백련사에서 생을 마칠 때까지 이 지역 불교발전을 위해 헌신적인 노력을 한 분으로, 안국사 극락전 내 불상 뒤의 그림도 스님의 감독하에 조성되었다.

## 참고 문헌
- 매월당부도 - 국가유산청 국가유산포털
- 문화재지(文化財誌), 전라북도, 1990
- 무주지방문화재지표조사보고서(茂朱地方文化財地表調査報告書), 전주대학교박물관, 1988
- 전북문화재대관(全北文化財大觀), 전라북도, 1978